# Cwn Annwn
Nella mitologia gallese e nel folclore i Cwn Annwn ("Cani dell'Annwn") erano cani spettrali dell'Annwn (l'Oltretomba). Erano associati con la Caccia Selvaggia guidata Gwyn ap Nudd. 
In epoca cristiana divennero i Cani Infernali di Satana. 
Nel Galles erano associati con le migrazioni delle oche. Durante la notte il loro verso poteva essere scambiato con i latrati dei cani. Si credeva che cacciassero solo nelle notti di San Giovanni, San Martino, San Michele Arcangelo, Ognissanti, Natale, Capodanno, Sant'Agnese, San Davide e il Venerdì Santo). Oppure solo in autunno e inverno. I Cwn Annwn divennero anche gli spiriti che accompagnavano i morti nell'Aldilà.
A volte i cani sono accompagnati da una strega spaventosa: Mallt-y-Nos ("Matilda della Notte"). Un altro nome nel folclore gallese è Cwn Mamau ("Cani delle Madri").
Cani simili si trovano in altre tradizioni come in Inghilterra (Gabriel Hounds, Ratchets) e sull'Isola di Man (Yell Hounds), collegati ai cani di Herne il Cacciatore, che prende parte alla Caccia Selvaggia.
Secondo la tradizione i terreni di caccia dei Cwn Annwn includono il monte di Cadair Idris, dove gli ululati di questi enormi cani predicono la morte a chiunque li oda.
Si dice che i loro ringhi sono più forti quando sono lontani e man mano che si avvicinano si fanno più deboli.